# Mercedes D.II
Mercedes D.II — шестициліндровий рядний авіаційний двигун з рідинним охолодженням і клапанним приводом SOHC, що виготовлявся німецькою компанією «Daimler-Motoren-Gesellschaft» (DMG) на ранніх етапах Першої світової війни і прийшов на заміну попередника Mercedes D.I. Двигун мав потужність близько 110—120 к.с. і знаходився на найнижчому діапазоні потужності тодішніх авіадвигунів та поступався ротативним двигунам, у яких співвідношення потужності до ваги, як правило, було набагато кращим. Він також мав жорстку конкуренцію з боку 120-сильного авіадвигуна Austro-Daimler 6, розробленого Фердинандом Порше. В результаті D.II випускався недовго, але його конструкція лягла в основу наступної моделі двигуна Mercedes D.III, який знайшов широке використання протягом війни.

## Конструктивні особливості
D.II значною мірою базувався на ідеях конструкції двигуна «Austro-Daimler». Як і «Austro-Daimler», він компонувався на базі картера, який був виготовлений з двох алюмінієвих литих частин, з'єднаних болтами по середній лінії. Циліндри були окремо виконані зі сталі та прикріплені болтами до верхньої частини картера. Сталеві гільзи були встановлені на циліндри та приварені, щоб утворити сорочку охолодження. Значною мірою ця складність пов'язана з різним ступенем розширення сталі та алюмінію, що не дозволяло вмонтовувати циліндри в картер, а властивості алюмінієвих сплавів того часу виготовлення циліндрів не дозволяли. Обидва двигуни також використовували первиний насос для викачування оливи з картера в окремий резервуар, звідки другий насос високого тиску подавав оливу в двигун. Таке розташування дозволило створити набагато менший «відстійник» у нижній частині картера, зменшивши загальний розмір двигуна, хоча у випадку D.II це було не так помітне, як у «Austro-Daimler».

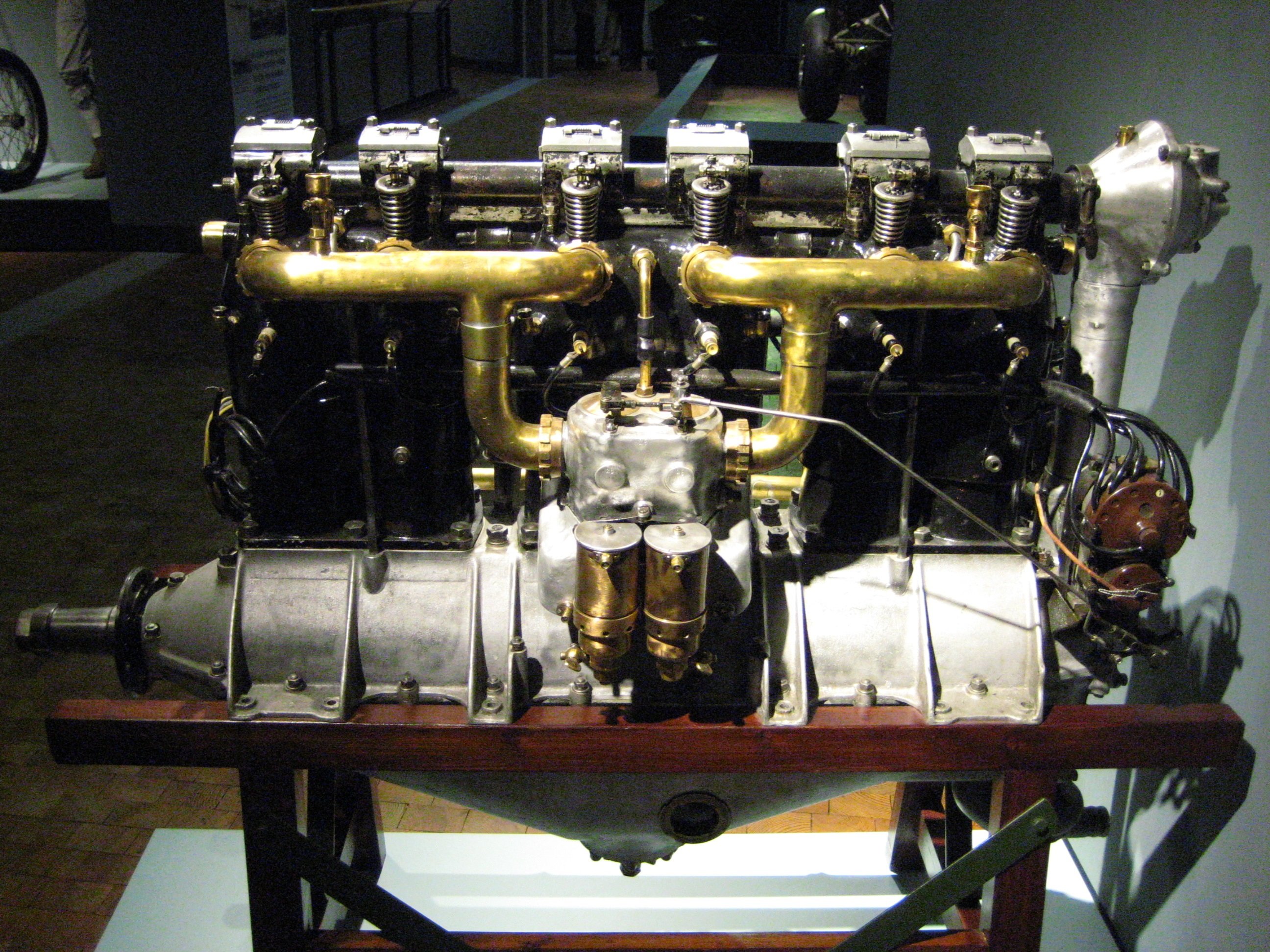
Mercedes D.II (вигляд збоку)

Основні відмінності D.II порівняно з «Austro-Daimler» полягали переважно у механічному компонуванні окремих деталей та вузлів. Наприклад, D.II мав один розподільний вал верхнього розташування, який приводився в рух від вертикального вала, що урухомлювався від колінчастого вала в задній частині двигуна, тоді як «Austro-Daimler» мав простіший клапанний механізм із використанням штовхачів, що приводилися в рух від колінчастого вала. Ще однією унікальною особливістю D.II була можливість перевести розподільний вал у положення половинного стиснення для запуску. D.II використовував два карбюратори, розташовані разом з одного боку від двигуна з подачею паливо-повітряної суміші до циліндрів через два колектори; конструктор «Austro-Daimler» відокремив карбюратори, щоб розташувати їх ближче до циліндрів, які вони живлять. D.II також використовував унікальну конструкцію сорочки охолодження, де кожні два циліндри були закриті однією сталевою оболонкою.
Двигун D.II був представлений у 1914 році. Проте він був досить швидко замінений на D.III, і виробництво його було припинене приблизно у 1916 році. D.III був, по суті, збільшеним варіантом D.II, хоча у ньому відмовились від спарених сорочок охолодження.

## Застосування

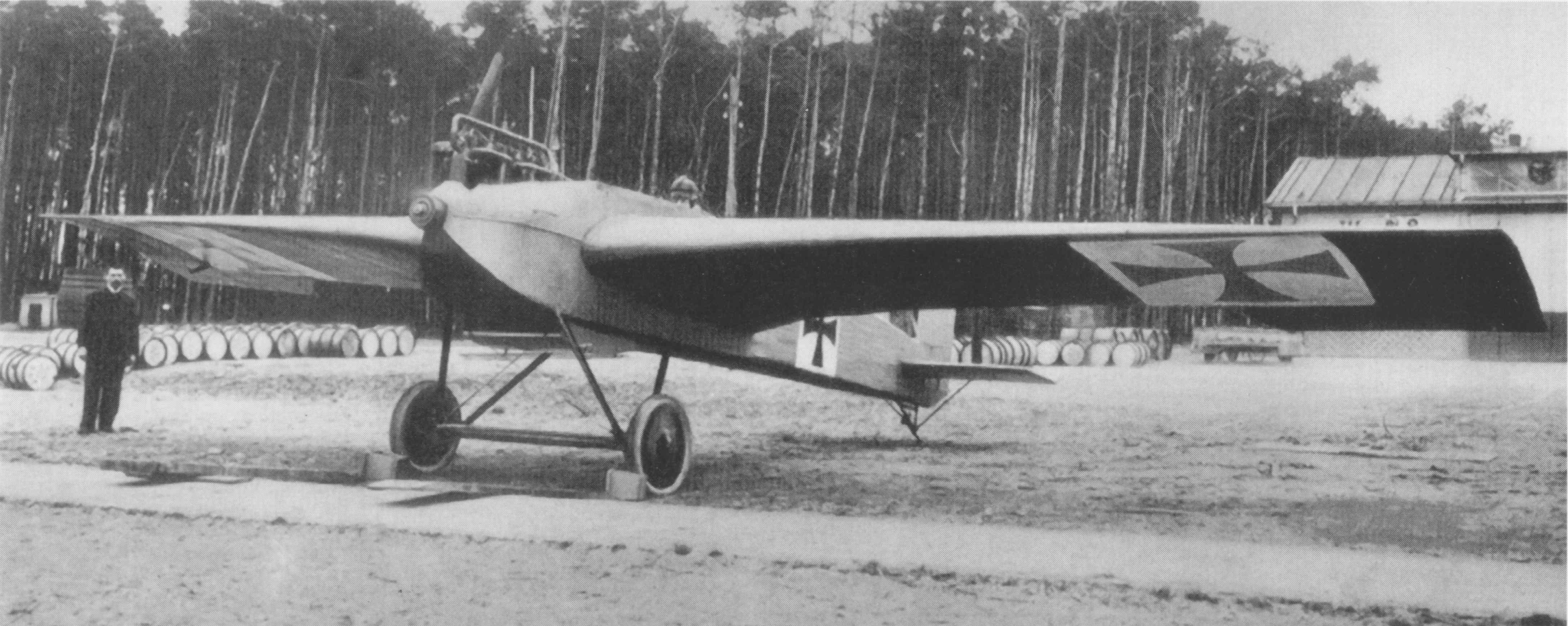
Junkers J 1 з двигуном D.II

- Aviatik B.II
- Aviatik C.I
- Albatros B.I
- Albatros B.II
- DFW B.I і DFW B.II
- Fokker D.I
- Fokker V 6
- Friedrichshafen FF.29
- Halberstadt D.II
- Junkers J 1 Blechesel
- Zmaj Fizir FN

## Двигун в експозиціях
Один уцілілий екземпляр цього двигуна був виставлений на аеродромі Олд Райнбек (Ред-Гук, штат Нью-Йорк) — у ньому колінчастий вал був зламаний, і, за чутками, двигун, можливо, вивезли до Нової Зеландії.
У Німецькому музеї в Мюнхені є один екземпляр, це модель у розрізі, створена компанією «Daimler» (Фото зберігається в архівах компанії «Daimler»).
Також двигун експонується у Музеї авіації та космонавтики в Ле Бурже (Франція)
Двигун присутній в експозиції Технічного музею Загреба (Хорватія)